# Justen Blok
Justen Blok né le 27 septembre 2000, est un joueur de hockey sur gazon néerlandais. Il évolue au poste de défenseur au HC Rotterdam et avec l'équipe nationale néerlandaise,,.

## Carrière

### Championnat d'Europe
- : 2021

### Jeux olympiques
- Top 8 : 2020